# Jan Fitschen
Jan Fitschen (ur. 2 maja 1977 w Nordhornie) – niemiecki lekkoatleta, długodystansowiec.
Najważniejszym osiągnięciem Fitschena jest złoty medal mistrzostw Europy (bieg na 10 000 m Göteborg 2006). Czwarty zawodnik Pucharu Świata (bieg na 5000 m Ateny 2006), zwycięzca Halowego Pucharu Europy (bieg na 3000 m Liévin 2006). Kilkunastokrotny mistrz Niemiec na różnych dystansach, zarówno w hali, jak i na stadionie.
W 2015 ogłosił zakończenie kariery sportowej.

## Rekordy życiowe
- bieg na 5000 metrów – 13:14,85 (2007)
- bieg na 10 000 metrów – 28:02,55 (2008)